# 左岸派
左岸派（さがんは、仏：Rive Gauche）は、1950年代末に始まったフランスにおける映画運動。「新しい波」を意味するヌーヴェルヴァーグの一派である。『カイエ・デュ・シネマ』誌の事務所はセーヌ川の右岸にあったのに対して、セーヌ左岸のモンパルナス界隈に集まっていたので、「カイエ派」（あるいは「右岸派」）に対して「左岸派」と呼ばれた。

## 左岸派－レネ、ヴァルダ、ドゥミ
ヌーヴェルヴァーグは広義においては、撮影所における助監督等の下積み経験無しにデビューした若い監督達による、ロケ撮影中心、同時録音、即興演出などの手法的な共通性のある一連の作家・作品を指す『カイエ・デュ・シネマ』の主宰者であったアンドレ・バザンの薫陶を受け、同誌で映画批評家として活躍していた若い作家達（カイエ派もしくは右岸派）およびその作品のことを指す。その中にはジャン＝リュック・ゴダール、フランソワ・トリュフォー、クロード・シャブロル、ジャック・リヴェット、エリック・ロメール、ピエール・カスト、ジャック・ドニオル＝ヴァルクローズ、アレクサンドル・アストリュック、リュック・ムレ、ジャン・ドゥーシェらが含まれる。
これに対して、モンパルナス界隈で集っていたアラン・レネ、ジャック・ドゥミ、アニエス・ヴァルダ、クリス・マルケル、ジャン・ルーシュ等の主にドキュメンタリー（記録映画）を出自とする面々のこと「左岸派」と呼び、一般的にはこの両派を合わせてヌーヴェルヴァーグと総称することが多い。実は左岸派の活動は「カイエ派」よりもはるかに早くスタートしていて、主義主張や映像のスタイルではなく、地縁と人脈をさす。
最初の成果はアラン・レネ監督の一連の美術ドキュメンタリーの『ゲルニカ』（1950年）の暴力の表現が『夜と霧 (映画)』（1955年）において発展したもの。その他、『二十四時間の情事』、『去年マリエンバートで』、『ミュリエル』、『薔薇のスタビスキー』、『恋するシャンソン』などが作られた。
レネに続いてアニエス・ヴァルダが『ラ・ポワント・クールト』、『5時から7時までのクレオ』、『幸福』などを撮った。
ジャック・ドゥミはヴァルダと結婚生活を送った監督で、ミュージカルとファンタジーをこよなく愛する天才だった。『ロワール渓谷の木靴作り』に始まり、処女作の『ローラ』、『シェルブールの雨傘』、『ロシュフォールの恋人たち』、『都会のひと部屋』、遺作となった『想い出のマルセイユ』までバルザックの『人間喜劇』に範をとった壮大な夢というような企画だった。

## シネマ・ヴェリテ
左岸派の中から、「シネマ・ヴェリテ」（映画・真実 Cinéma vérité）という新しいドキュメンタリーが生まれた。